# Ian Raspin
Ian Michael Raspin  (Guisborough, 31 de marzo de 1967) es un deportista británico que compitió en piragüismo en la modalidad de eslalon. Ganó dos medallas en el Campeonato Mundial de Piragüismo en Eslalon, oro en 1997 y bronce en 1995.

## Palmarés internacional
| Campeonato Mundial | Campeonato Mundial       | Campeonato Mundial | Campeonato Mundial |
| Año                | Lugar                    | Medalla            | Competición        |
| ------------------ | ------------------------ | ------------------ | ------------------ |
| 1995               | Nottingham (Reino Unido) | Medalla de bronce  | K1 por equipos     |
| 1997               | Três Coroas (Brasil)     | Medalla de oro     | K1 por equipos     |